# Musashi (tỉnh)

Vị trí Musashi trên bản đồ Nhật Bản

Musashi (武蔵国 Musashi-no-kuni) hay Bushū (武州) là tỉnh cũ thuộc vùng Kantō, Nhật Bản. Hiện nay, Musashi là một phần của thủ đô Tokyo, Kanagawa và Saitama.